# آنانیان
آنانیان (زبان ارمنی: Անանյան), یکی از نام‌های خانوادگی رایج در میان ارمنیان می‌باشد
- ژیرایر آنانیان نمایش‌نامه‌نویس
- لوون آنانیان زبان‌شناس، روزنامه‌نگار، و مترجم
- واختانگ آنانیان نویسنده
- باتو آنانیان
- نلی آنانیان
- مهر آنانیان
- هرایر آنانیان
- آرمن آنانیان

## منبع
- Հովակիմյան, Բախտիար (2005). Հայոց ծածկանունների բառարան (PDF). Երևան: ԵՊՀ հրատ.